# Hornakht (funzionario)

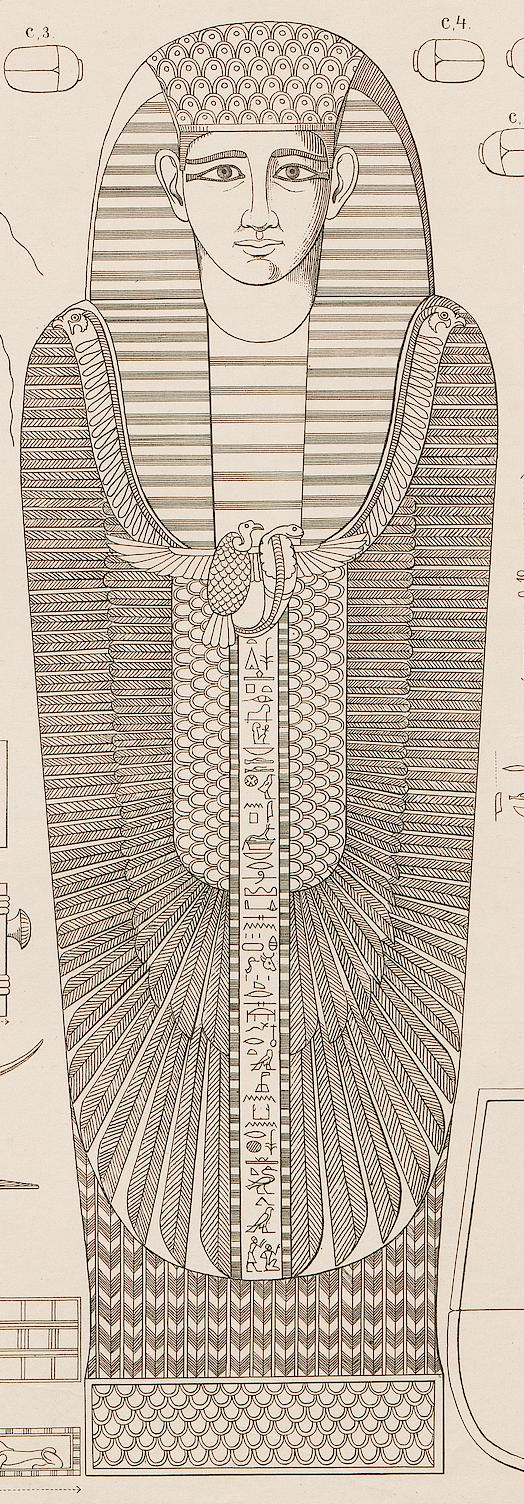
Disegno raffigurante il sarcofago rishi di Hornakht

Hornakht (... – metà del XVI secolo a.C.) è stato un funzionario egizio vissuto verso la fine del Secondo periodo intermedio dell'Egitto, che si estese all'incirca dal 1650 a.C. al 1550 a.C.

## La scoperta della tomba
Questo funzionario, recante il titolo di Conoscente del Re con diritto di accesso, è noto agli egittologi grazie alla sua tomba, rinvenuta inviolata (avvenimento molto raro fra le sepolture egizie) il 21 dicembre 1862, a opera dell'archeologo italiano Luigi Vassalli, che lavorava per Auguste Mariette, nell'importante necropoli di Dra Abu el-Naga presso Tebe. La pubblicazione del ritrovamento e dei reperti avvenne nel 1892; se ne occupò Gaston Maspero. La tomba conteneva il sarcofago rishi di Hornakht con la sua salma, insieme a un corredo di oggetti, alcuni dei quali recavano inscritti i nomi di altri funzionari: probabilmente doni di costoro a Hornakht. Inoltre vi era un bastone da caccia (una sorta di boomerang egizio) col nome di Seqenenra Djehuty-aa: il faraone Seqenenra Ta'o (1560/58 - 1555 a.C.) e di un certo Tjuiu, investito del titolo di Figlio del Re. Il corredo funerario è utile nello stabilire la datazione della vita e della morte di Hornakht. Una scatola recava il nome del sindaco Minemhat, e vi era un cucchiaio a uso cosmetico col nome e i titoli di Sobeknakht, sindaco di Ieracompoli. Questi personaggi furono, molto verosimilmente, tutti contemporanei di Hornakht. Fu rinvenuto inoltre un vaso appartenente a un certo Idi, dell'Antico Regno: era quindi già antico di mille anni quando fu inumato con Hornakht. Furono inoltre ritrovati amuleti a forma di scarabeo, recipienti di pietra, un paio di sandali, un poggiatesta e una tavola per il gioco.
Vassalli assegnò inizialmente la tomba a Tjuiu, ma successivamente ribattezzò il proprietario Aqhor, in base a quanto lesse sull coperchio del sarcofago. Gli studiosi moderni leggono giustamente il nome sul feretro Hornakht. Aq è chiaramente parte del titolo che precede il nome proprio, ed è da tradurre come accesso.